# Institut de formation aux secours
L'institut de formation aux secours (finnois : Pelastusopisto) est une agence gouvernementale rattachée au ministère de l'Intérieur de Finlande.

## Présentation
Le bâtiment principal du centre de formation est situé dans le quartier de Litmanen à Kuopio.
Le centre a un terrain d'entraînement de 38 ha situé à Korvaharju à environ 10 km de l'institut.
L'institut offre des formations diplômantes et des stages de formation professionnelle continue.

## Curricula
En 2020, les cycles de formation mènent aux diplômes suivants :
- Diplôme de pompier
- Diplôme d'opérateur de centre d'intervention d'urgence
- Diplôme de sous-officier
- Baccalauréat en services de sauvetage.